# Ágios Nikolaos
Ágios Nikolaos (em grego: Άγιος Νικόλαος; romaniz.: Áyios Nikolaos; São Nicolau) é uma cidade, unidade municipal e município da costa oriental da ilha de Creta, Grécia. É a capital da unidade regional de Lasíti. A cidade encontra-se no local onde outrora existiu a cidade de Lato pros Camára, também conhecida como Camára (em grego: Καμάρα; Kamára), o porto da antiga cidade dórica de Lato.

## Descrição
A configuração atual do município resultou da reforma administrativa de 2011, que fundiu os antigos municípios de Ágios Nikolaos, Neápolis e Vrachási, os quais passaram a ser unidades municipais. O município cobre uma área de 512 km² e a unidade municipal 317,8 km²; em 2011 a população era, respetivamente, 27 074 (densidade: 52,9 hab./km²) e 20 679 (densidade: 65,1 hab./km²), dos quais 12 638 na comuna de Ágios Nikolaos.
A cidade ocupa uma península montanhosa, a cerca de 63 km a leste de Heraclião, 30  a leste de Mália, 30 km a norte de Ierápetra e 67 km a oeste Siteía (distâncias por estrada), à beira do golfo de Mirabelo e em frente dos ilhéus de Micronisi e Agioi Pantes (ou Agioi Pándes), onde vive um grupo de kri-kris (Capra aegagrus creticus, a cabra selvagem de Creta). O nome Ágios Nikolaos significa São Nicolau é um topónimo comum na Grécia e em Chipre, devido ao facto desse santo ser o padroeiro dos marinheiros e da Grécia. A área tem várias estâncias turísticas orientadas sobretudo para turismo de luxo, conhecidas pelas praias de azuis e límpidas, onde se destacam, além da própria cidade, usualmente conhecida pelos anglófonos como Ag Nik, Elunda e Placa, situadas a norte.
Ágios Nikolaos é uma cidade turística e o centro económico e administrativo das localidades em volta. A cidade tornou-se conhecida internacionalmente durante os anos 1960, quando foi "descoberta" por alguns realizadores de cinema como Walt Disney e Jules Dassin e produtores da BBC. O conto Not After Midnight de Daphne du Maurier passa-se em Ágios Nikolaos. A partir daí o turismo desenvolveu-se na cidade e arredores.[carece de fontes?]
Os guias turísticos descrevem Ágios Nikolaos como muito bela e pitoresca, devido sobretudo ao lago Voulisméni, que ocupa o centro da cidade e às vistas sobre o golfo de Mirabelo, cujo nome ("Bela Vista") se deve aos venezianos, e ainda aos inúmeros restaurantes e cafés. Comparativamente com as estâncias mais populares vizinhas, a oferta de alojamentos turísticos na cidade é relativamente reduzida, principalmente em hotéis de quatro e cinco estrelas, que se concentram sobretudo a norte da cidade, perto de Elunda, embora também haja alguns a sul. Além de Elunda e Placa, as principais estâncias de praia junto a Ágios Nikolaos são Almirós, Ammoudara e Caló Chorio.
Algumas das atrações turísticas da cidade e dos seus arredores:
- Lago Voulisméni — originalmente um lago de água doce aproximadamente circular com cerca de 137 metros de diâmetros, em 1870 foi ligado artificialmente ao mar por um pequeno canal, o que permite que atualmente seja usado como uma doca de grandes dimensões por pequenos barcos de pesca e de recreio, os quais, juntamente com as esplanadas em volta e o parque público que ocupa monte no lado oeste e sul, lhe dão mais um toque pitoresco. Segundo a tradição local, o lago não nem fundo; tal provavelmente deve-se ao facto de ser surpreendentemente fundo para um lago das suas dimensões, ainda para mais à beira-mar — tem 64 metros de profundidade.[8]

- Esplanadas um pouco por toda a cidade, principalmente à beira do lago Voulisméni.[7]

- Praias — A principal praia do centro da cidade propriamente dita é Kitroplatía, uma pequena praia de areia; outras são EOT e Ammos. Perto da cidade há várias praias, quase todas pequenas, algumas sem areia, mas geralmente descritas como muito belas e quase todas com bandeira azul e muitíssimo concorridas durante o verão. A norte, podem referir-se, por exemplo, a praia rochosa Aktí Koundoúro, Havania e as várias praias ao longo das estradas para Ammoúdi e Elunda. A sul destaca-se a "excelente" praia de Almirós ou Ammoudara, respetivamente a 2 3 3 km da cidade ou, um pouco mais longe, Caló Chorio, a 10 km.[7][9]

- Passeios de barco na baía.[7]

- Museu Arqueológico — Situado a norte do lago, exibe peças encontradas em diversos sítios arqueológicos da região, no istmo de Ierápetra e no palácio minoico de Mália. A obra mais célebre do museu é a chamada "Deusa de Mírtos", encontrada em Fournoú Korifí, na costa sul, junto a Mírtos. Trata-se de um estatueta feminina de pescoço alongado em forma de ganso que é simultaneamente um jarro cuja boca é a boca em forma de bico da representação de um jarro que é segurado pela mulher. Essa boca é semelhante a outros vasos do mesmo período que se encontram no museu. Data da Idade do Bronze, Minoano Antigo, c. 2 500 a.C.[7]

- Museu de Folclore de Ágios Nikolaos — Pequeno museu etnográfico alojado no edifício da Autoridade Portuária, um dos edifícios mais antigos da cidade, situado junto à ponte sobre o canal que liga o lago ao mar. Ali estão expostos diversas peças do artesanato local, nomeadamente bordados, mas também vestuário tradicional, olaria, utensílios de cozinha e antigas gaitas de foles em pele cabra.[7][10] Há ainda um modelo de uma casa tradicional cretense, equipada com mobília e utensílios tradicionais, livros, manuscritos, fotografias antigas, pinturas, armas, moedas, etc.[10]

- Museu de Folclore de Istron — Outro museu etnográfico situado na área de Istron.[10]

- Igreja de Ágios Nikólaos — Construída no século VIII ou IX, durante o período iconoclasta, na península ocidental, a cidade deve-lhe o seu nome. As suas paredes estão decoradas com frescos "anicónicos".[11]

## Transportes
Ágios Nikolaos é servida pela principal estrada de Creta, a E-75, que percorre toda a faixa litoral norte da ilha. Os aeroportos mais próximos são de Heraclião (IATA: HER, ICAO: LGIR) e de Siteía (IATA: JSH, ICAO: LGST). Este último é muito pouco movimentado e pelo menos até 2011 só servia um par de voos domésticos diários e alguns voos chárter no verão.
O porto é servido por alguns serviço de ferryboat que, uma ou duas vezes por semana, ligam a cidade ao Pireu, o porto de Atenas, Santorini, Milos e a algumas ilhas do Dodecaneso, como Rodes, Cárpatos, Chálki e Kasos. Contudo, muitos dos utentes de ferryboats usam o porto de Heraclião, onde há mais serviços mais frequentes e para mais destinos. Ocasionalmente, no verão, há também serviços rápidos de catamarã e hidrofólio para Santorini. Além do porto comercial, há também uma marina com capacidade para 255 barcos de recreio.

## História
O sítio arqueológico de Priniáticos Pírgos, situado 12 km a sul da cidade, apresenta vestígios de ocupação que remontam 5º milénio a.C. (neolítico final) e vão até ao período bizantino, no final do 1º milénio d.C.

O local onde se encontra a cidade foi povoado na  Idade do Bronze Final por ocupantes dóricos de Lato, a cidade-fortaleza, situada nas colinas, cerca de 8 km a ocidente de Ágios Nikolaos. Tal aconteceu numa altura em que os habitantes de Lato se sentiram mais seguros contra os ataques vindos pelo mar que até aí os assolavam e a facilidade de acesso ao porto se tornou mais importante. A cidade portuária foi chamada Lato pros Camára ou simplesmente Cámara (em grego clássico: Καμάρα), que significa "Lato dos Arcos", o que se supõe ser uma referência a algum tipo de estrutura com arcos (camares em grego). Algumas obras identificam Lato pros Camára com Lato Etera, mas aparentemente a generalidade das fontes académicas usam o último topónimo com designação alternativa da cidade dórica do interior, Lato.
Lato pros Camára é descrita por Ptolomeu como situando-se a leste de Olunte (Ptol. 3.17.5), a 15 estádios (pouco mais de 2,5 km) segundo o Itinerário Marítimo. Xenion, um historiador cretense citado por Estêvão de Bizâncio, diz que a cidade chegou a chamar-se Lato, contudo os académicos modernos distinguem a cidade portuária da cidade do interior e apontam Camára como o porto de Lato. Lato pros Camára tinha uma acrópole dupla e escarpada, uma ágora e um pritaneu, ao qual se acedia por uma escadaria e junto ao qual existia um templo e outros edifícios públicos. A cidade continuou a existir muito depois de Lato ter sido abandonada c. 200 a.C. Porém, durante o período romano declinou acentuadamente e aparentemente já não existia no período bizantino.
Os venezianos, que controlaram Creta entre os séculos XIII e XVII, chamaram à vila Porto di San Niccolò devido à capela existente na península ocidental. No século XIII construíram uma fortaleza na colina mais alta da costa para proteger tráfico marítimos, a que chamaram Castel Mirabello e que deu o nome à baía. A fortaleza sofreu grandes estragos em 1303 devido a um sismo e em 1537 foi incendiada pelos turcos, sendo depois reconstruída. Em 1645 foi rendida aos turcos pelo seu comandante, mas os venezianos retomaram-na e destríram-na completamente. Atualmente nada resta dela.
O local voltou a ganhar alguma vida no século XIX, quando o seu porto voltou a estar ativo, apesar das infraestruturas normalmente associadas a um verdadeiro porto só terem sido construídas em 1965. Quando Ágios Nikolaos foi escolhida como capital da província de Lasíti em 1905, no anfiteatro natural em volta do lado, o atual centro da cidade, viviam apenas 95 pessoas. A seguir à integração de Creta na Grécia em 1913, o estatuto de  Ágios Nikolaos como capital do oriente de Creta foi confirmado.
Nos anos 1980, a cidade tinha-se tornado uma estância que atraía muitos turistas desordeiros e que procuravam sobretudo o divertimento desregrado com muito alcóol à mistura. Uma campanha do prefeito de então orientou o turismo para gente mais calma e civilizada, o que fez com que os jovens que procuravam esse tipo de férias passasse a preferir Mália e Ágios Nikolaos orientasse a sua oferta turística sobretudo para turismo de gama mais alta.